# Walter Bechmann
Walter Bechmann (eigentlich Hubert Freiherr von Mauchenheim, * 13. Juli 1887 in Blankenburg; † 3. Mai 1967 in Berlin) war ein deutscher Schauspieler.
Bechmann begann als junger Schauspieler in Königsberg und entwickelte sich beim Film zum zuverlässigen Nebendarsteller seit seiner ersten Rolle in Ein idealer Gatte aus dem Jahr 1935 bis zu seinem letzten verzeichneten Auftritt, Die Spur führt nach Berlin, siebzehn Jahre später. Neben reinen Unterhaltungsfilmen war er auch in abenteuerlichen Stoffen und Propagandafilmen zu sehen; einige seiner rund siebzig Filme sind Klassiker geworden. Bechmann spielte in Jud Süß mit und stand 1944 auf der Gottbegnadeten-Liste.
Zu Beginn der 1950er Jahre spielte Bechmann in Berlin, wo er seit Jahren lebte, am Theater am Kurfürstendamm in Berlin, 1953 am Schlosspark Theater. Zu dieser Zeit wirkte Bechmann auch bei Hörspielproduktionen mit.
Mehrmals wurde er als Walther Bechmann geführt.

## Filmografie (Auswahl)
- 1935: Ein idealer Gatte
- 1936: Susanne im Bade
- 1937: Der Unwiderstehliche
- 1939: Männer müssen so sein
- 1939/41: Frauen sind doch bessere Diplomaten
- 1940: Casanova heiratet
- 1940: Wunschkonzert
- 1940: Der dunkle Punkt
- 1941: Am Abend auf der Heide
- 1941: Immer nur Du
- 1941: Annelie
- 1941: Sechs Tage Heimaturlaub
- 1943: Immensee
- 1943/46: Peter Voss, der Millionendieb
- 1944: Eine Frau für drei Tage
- 1944: Die Frau meiner Träume
- 1944/52: Das Mädchen Juanita
- 1947: Herzkönig
- 1947: Kein Platz für Liebe
- 1949: … und wenn’s nur einer wär’ …
- 1949:  Unser täglich Brot
- 1949: Der Biberpelz
- 1950: Familie Benthin
- 1952: Die Spur führt nach Berlin
- 1953: Der verzauberte Königssohn

## Theater
- 1922: Heinrich Lautensack: Pfarrhauskomödie (Kroperator) – Regie: ? (Theater am Nollendorfplatz Berlin)
- 1923: Emil Ludwig: Die Entlassung – Regie: Robert Pirk (Residenz-Theater Berlin)
- 1926: Alfred Murray: Der Kavalier von Sing-Sing – Regie: Ferry Werner (Trianon-Theater Berlin)
- 1930: Paul Vulpius: Hau – Ruck – Regie: Eugen Burg (Theater in der Behrenstraße Berlin)
- 1933: H. Hildebrandt: Frauenschicksal – Regie: Norbert Zulke (Kleines Theater Berlin)
- 1948: Hans Müller, Ralph Benatzky: Morgen geht’s uns gut – Regie: Rudolf Platte (Theater Kastanienallee Berlin)
- 1948: Ludwig Thoma: Moral (Kammerherr von Schmettau) – Regie: Peter Bejach (Volksbühne Berlin in der Kastanienallee Berlin)
- 1949: Paul Fechter: Der zauberer Gottes (Graf Kalnein) – Regie: Vasa Hochmann (Theater am Kurfürstendamm Berlin)
- 1949; William Shakespeare: Hamlet (Voltimand) – Regie: Rudolf Hammacher (Theater am Kurfürstendamm Berlin)
- 1951: Gerhart Hauptmann: Fuhrmann Henschel (Tierarzt Grunert) – Regie: Ernst Karchow (Theater am Kurfürstendamm Berlin)
- 1952: Gerhart Hauptmann: Herbert Engelmann (Gemeindebote) – Regie: Otto Kurth (Theater am Kurfürstendamm Berlin)
- 1952: Curt Goetz: Hokuspokus – Regie: Ernst Stahl-Nachbaur (Komödie am Kurfürstendamm Berlin)
- 1956: Henrik Ibsen: Nora oder Ein Puppenheim (Dienstmann) – Regie: Boleslaw Barlog (Schlosspark Theater Berlin)
- 1961: Alexander Ostrowski: Eine Dummheit macht auch der Gescheiteste – Regie: Walter Henn (Schlosspark Theater Berlin)